# Thomas Wentworth (1672–1739)

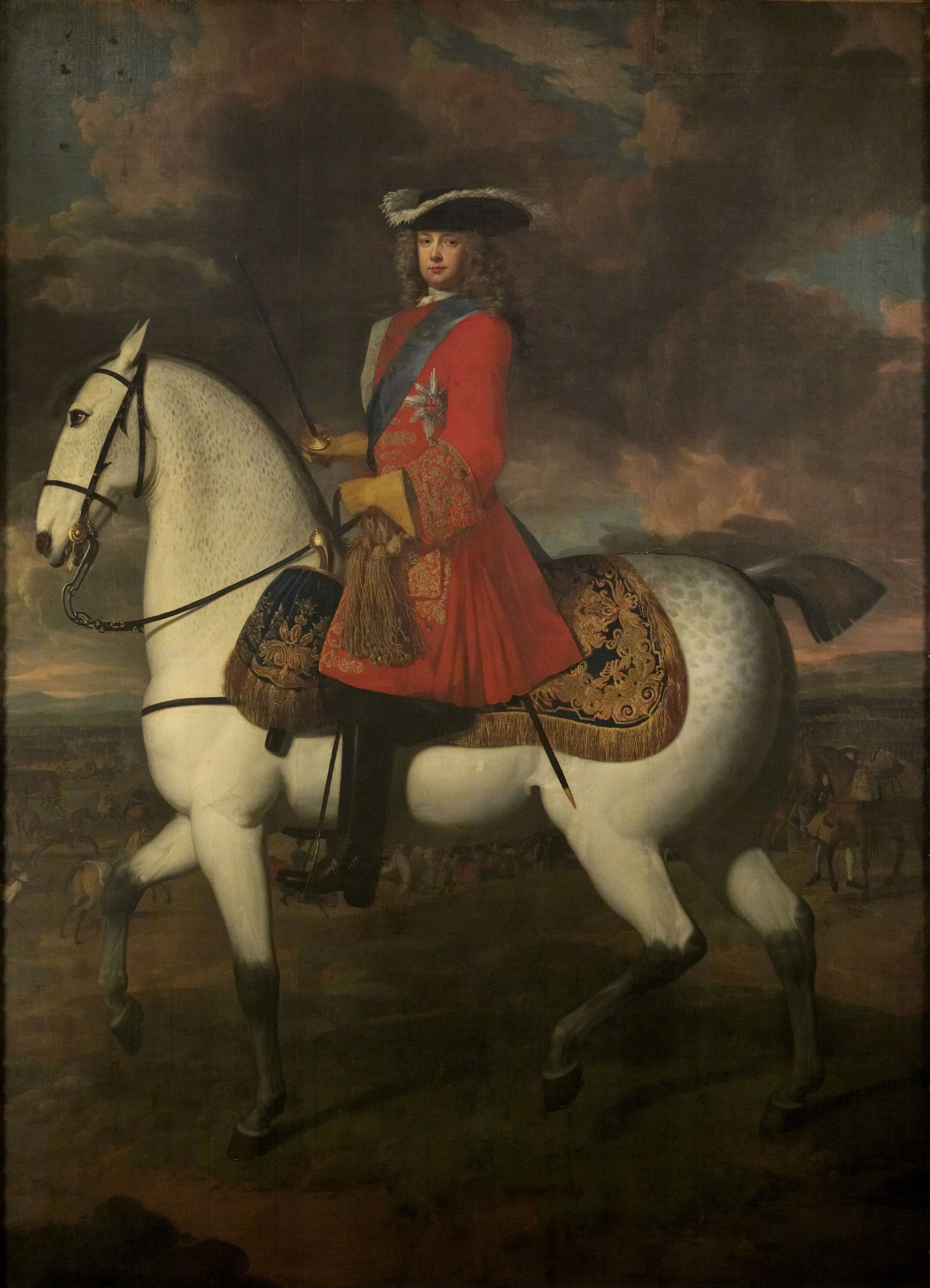
Thomas Wentworth, 1. hrabia Strafford

Thomas Wentworth, 1. hrabia Strafford (ur. 1672, zm. 15 listopada 1739) – brytyjski dyplomata, pierwszy lord Admiralicji.
Jego ojcem był sir William Wentworth of Northgatehead, szeryf w hrabstwie Yorkshire, matką Isabella Apsley, córka sir Allena Apsley. Jego dziadek ze strony ojca sir William Wentworth of Ashby Puerorum był młodszym bratem Thomasa Wentwortha, 1. hrabiego Strafford (1593–1641).
Thomas Wentworth służył jako młodzieniec w armii operującej w Holandii. Wkrótce zaczęto powierzając mu misje dyplomatyczne. W latach 1705–1711 był brytyjskim ambasadorem w Berlinie, a od 1711 do 1714 w Holandii (Haga). W latach 1712–1714 pierwszy lord Admiralicji.
W 1711 uczyniony hrabią Strafford (drugiej kreacji). Podpisał pokój w Utrechcie (1713), za co niezadowoleni Wigowie przeprowadzili jego impeachment w 1715. Związał się z jakobitami, a Jakub Franciszek Edward Stuart uczynił go w roku 1722 Księciem Strafford. Tytułu tego Wigowie w Londynie nie uznawali, podobnie jak Jerzy I Hanowerski. Jego jedyny syn William Wentworth, 2. hrabia Strafford zmarł bezpotomnie w roku 1791.